# Маджидова Рабія
Рабія Маджидова (1926, тепер Гіждуванський район Бухарської області, Узбекистан — ?) — радянська узбецька діячка, голова колгоспу імені Стаханова Гіждуванського району Бухарської області. Депутат Верховної ради СРСР 3-го скликання.

## Життєпис
Народилася в родині дехканина. Закінчила семирічну школу.
Після закінчення школи працювала старшим обліковцем колгоспу імені Стаханова Бульдинської сільської ради Гіждуванського району Бухарської області, очолювала комсомольську організацію колгоспу.
З осені 1948 року — голова правління голова колгоспу імені Стаханова Бульдинської сільської ради Гіждуванського району Бухарської області.
Подальша доля невідома.